# Sigue pegando
Sigue Pegando es el título del primer álbum recopilatorio del grupo de rock argentino Viejas Locas. Fue publicado y grabado en la discográfica PolyGram en 2002. Es una compilación de los mejores temas de la banda.
Cuando el CD salió a la venta la banda ya estaba separada (desde el año 2000). Sólo recopila las mejores canciones de sus 3 álbumes anteriores (Viejas Locas, Hermanos de sangre y Especial) y se le agrega la canción "El hombre suburbano" (perteneciente a Pappo, del disco Pappo y amigos del año 2000, y con la participación del mismo en guitarra).

## Listado de canciones
1. Todo sigue igual (Especial, 1999)
2. Intoxicado (Viejas Locas, 1995)
3. El hombre suburbano (Pappo y amigos, 2000)
4. Lo artesanal (Viejas Locas, 1995)
5. Me gustas mucho (Especial, 1999)
6. Botella (Viejas Locas, 1995)
7. Legalízenla (Especial, 1999)
8. Adrenalina (Hermanos de Sangre, 1997)
9. Sacátelo (Viejas Locas, 1995)
10. Perra (Hermanos de Sangre, 1997)
11. Homero (Especial, 1999)
12. Aunque a nadie ya le importe (Hermanos de Sangre, 1997)
13. Eva (Viejas Locas, 1995)
14. Difícil de entender (Hermanos de Sangre, 1997)
15. Descansar en paz (Especial, 1999)

- Datos: Q6128243